# Flugplatz Rafaï

i7
i11
i13
Der Flugplatz Rafaï (französisch Aérodrome de Rafaï, IATA-Code: RFA, ICAO-Code: FEGR) ist der Flugplatz von Rafaï, einer Kleinstadt in der Präfektur Mbomou im Südosten der Zentralafrikanischen Republik.
Der Flugplatz liegt 2 km nordwestlich der Stadt auf einer Höhe von 536 Metern auf der Westseite des Flusses Chinko. Seine Start- und Landebahn ist unbefestigt und verfügt nicht über eine Befeuerung. Der Flughafen kann nur tagsüber und nur nach Sichtflugregeln angeflogen werden und verfügt über keine regulären Passagierverbindungen. Flüge von Bangui nach Rafaï werden durch Hilfsorganisationen und die MINUSCA durchgeführt; diese sind auch für Privatpersonen nutzbar.